# Bengt Nilsson (kyrkomusiker)
Bengt Henrik Nilsson, född 12 augusti 1948 i Lund, är en svensk kyrkomusiker. Han var domkyrkoorganist 2000–2014 i Domkyrkoförsamlingen i Göteborg.
Nilsson tog examen vid Kungliga Musikhögskolan i Stockholm. Han arbetade därefter 1973–1980 i Strömstads församling, där han i samarbete med Sten Edgar Staxäng bidrog till konsertverksamheten med kända musiker och sångare som gästade kyrkan i Strömstad.
Han arbetade 1980–2000 i Falkenbergs församling innan han år 2000 utnämndes till domkyrkoorganist. En tid var han tjänstledig från Falkenberg för att arbeta för Svenska kyrkan i utlandet i Skandinaviska kyrkan i Aten.
Han är även verksam som tonsättare.